# 鈴木健史
鈴木 健史（すずき たけし、1957年12月18日 - ）は、日本の実業家、株式会社鴨川グランドホテル代表取締役社長。

## 人物・経歴
1957年12月18日生まれ。1981年3月、立教大学社会学部観光学科（現・観光学部）卒業。同年4月、株式会社鴨川グランドホテル入社。
1983年9月、米国コーネル大学ホテル経営学部修士課程修了。
1989年6月、取締役開発室長。1997年6月、取締役開発室長兼レストラン第二部長、2000年6月、取締役鴨川グランドホテル総支配人兼ホテル第一部長、2004年6月、専務取締役鴨川グランドホテルホテル総支配人兼ホテル第一部長、2004年7月、専務取締役営業統括担当兼ホテル・レストラン部長。
2006年6月、代表取締役社長。